# Harald Bohr
Pour les articles homonymes, voir Bohr.
Harald Bohr, né le 22 avril 1887 à Copenhague (Danemark) et mort le 22 janvier 1951 à Gentofte (Danemark), est un mathématicien danois. 
Il a surtout travaillé sur la répartition des nombres premiers. Il fut également l'un des meilleurs footballeurs danois de son époque, médaillé d'argent aux Jeux olympiques de 1908.

## Biographie
Harald Bohr est né le 22 avril 1887 à Copenhague au Danemark, de Christian Bohr, professeur de physiologie d'éducation luthérienne, et d'Ellen Adler Bohr, une femme issue d'une riche famille juive de renommée locale. Harald avait une relation étroite avec son frère aîné Niels Bohr, que The Times a comparé à celle entre le capitaine Cuttle et le capitaine Bunsby dans Dombey et Fils de Charles Dickens.

### Mathématiques
Comme son père et son frère avant lui, Harald Bohr s'inscrit en 1904 à l'université de Copenhague, où il étudie les mathématiques, obtenant sa maîtrise en 1909 et son doctorat un an plus tard. Parmi ses tuteurs se trouvent Hieronymus Georg Zeuthen et Thorvald N. Thiele. Harald Bohr travaille en analyse mathématique ; une grande partie de ses premiers travaux est consacrée aux séries de Dirichlet, y compris son doctorat, intitulé Bidrag til de Dirichletske Rækkers Theori (Contributions à la théorie des séries de Dirichlet). À partir de ce travail et pendant une bonne partie de sa vie, il travaille sur la répartition des nombres premiers (parmi les entiers naturels) en collaboration avec Edmund Landau. Un travail avec ce dernier, alors à Göttingen, aboutit en 1914 au théorème de Bohr-Landau, portant sur la distribution des zéros dans les fonctions zêta. Ils découvrent notamment une égalité fondamentale pour les fonctions presque périodiques, qui ressemble à l'égalité de Parseval pour les séries de Fourier.
Harald Bohr travaille aussi avec le mathématicien de l'université de Cambridge Godfrey Harold Hardy.
En 1915, il devient professeur à la Polyteknisk Læreanstalt (aujourd'hui l'université technique du Danemark). Avec Johannes Mollerup (de), il rédige le théorème de Bohr-Mollerup, d'après lequel, parmi les fonctions {\displaystyle f} telles que {\displaystyle f(1)=1} et {\displaystyle f(x+1)=xf(x)} pour tout {\displaystyle x>0}, la convexité logarithmique caractérise la fonction gamma. En 1930, il prend un poste de professeur à l'université de Copenhague, où il reste pendant vingt-et-un ans, jusqu'à sa mort en 1951. Børge Jessen est l'un de ses étudiants là-bas.
Il est professeur invité à l'université Stanford pendant l'année universitaire 1930-1931 et, après la guerre, chercheur invité à l'Institute for Advanced Study pendant l'été 1948.
Dans les années 1930, Harald Bohr est un critique de premier plan des politiques antisémites prenant racine dans l'establishment mathématique allemand, publiant un article critiquant les idées de Ludwig Bieberbach dans Berlingske Aften en 1934.
Il est par ailleurs président de la Société mathématique du Danemark pendant de longues années (1926-1929, 1937-1951).

### Football
Harald Bohr est également un excellent joueur de football. Il mène une longue carrière de joueur avec l'Akademisk Boldklub, faisant ses débuts à l'âge de seize ans en 1903. Au cours de la saison 1905, il joue aux côtés de son frère Niels, qui est gardien de but. Harald Bohr est sélectionné pour jouer pour l'équipe du Danemark de football aux Jeux olympiques d'été de 1908, où le football est pour la première fois disputé par des équipes nationales. Bien qu'une équipe danoise ait joué aux Jeux intercalaires de 1906, le match d'ouverture du tournoi olympique de 1908 est le premier match de football international officiel du Danemark. Harald Bohr marque deux buts lors de la victoire 9-0 du Danemark contre l'équipe de France « B » (la France avait aligné deux équipes dans ce tournoi), lors du premier tour de ce tournoi le 19 octobre 1908. Dans le match suivant, la demi-finale le 22 octobre 1908, Bohr et le reste de l'équipe du Danemark l'emporte 17-1 contre l'équipe de France « A », ce qui reste le record olympique de la plus large victoire (avec le 16 à 0 de l’Allemagne contre la Russie quatre ans plus tard) et la plus lourde défaite de l'équipe de France de son histoire. Le Danemark affronte en finale l'équipe hôte, la Grande-Bretagne, mais perd 2-0 : Bohr remporte ainsi une médaille d'argent,,.
Après les Jeux olympiques, Harald Bohr fait une autre apparition avec l'équipe nationale danoise, lors d'une victoire 2-1 contre une équipe amateur d'Angleterre en 1910.
Sa popularité en tant que footballeur est telle que lorsqu'il soutient sa thèse de doctorat, il est rapporté que le public compte plus de fans de football que de mathématiciens.